# Базиліката
Базиліка́та (італ. Basilicata), або Лука́нія (лат. Lucania) — регіон Італії. Розташований на півдні країни, на узбережжі Іонічного моря. Складається із провінцій Потенца та Матера. Адміністративний центр — Потенца. Площа — 9992 км². Населення — 585 007 осіб (2012).

## Назва
- Базиліка́та (італ. Basilicata, МФА: [baziliˈkaːta]) — сучасна італійська назва.
- Лука́нія (лат. Lucania; італ. Lucania, МФА: [luˈkaːnja]) — антична назва, що походить від давньоіталійського племені луканів.

## Географія
Більшу частину Базилікати займають гори (Луканські Апенніни), на узбережжі затоки Таранто — низовина. Клімат середземноморський. Невеликі гірські річки (головні — Агрі, Брадано і Сінні). У УРЕ, яка писалася в 1950-ті роки, зазначалося, що Базиліката — аграрний район (в с. г. зайнято бл. 3/4 самодіяльного населення) з дуже відсталим с. г., в якому ще й тепер є пережитки феодальних відносин. 80 % дрібних власників володіють лише 12 % землі, а невелика купка великих поміщиків — 25 %.
Найбільші річки: Базенто (149 км), Аґрі (136 км), Брадано (116 км).
Найвищі гори: Полліно (2248 м), Сирино (2005 м), Вольтурино (1836 м).
Національний парк Полліно, регіональний природний парк Ґалліполі Коньято і Луканських Доломитів.

## Адміністративний поділ
Адміністративний центр: Потенца
Провінції
- Потенца
- Матера

## Економіка
Головна зернова культура — пшениця. Значні площі під виноградниками і оливковими деревами. У гірських районах основна галузь — тваринництво, що має екстенсивний характер. Поголів'я в тис. голів (1955): овець і кіз 615; великої рог. худоби 72, в тому числі корів 33; свиней 97.
Пром-сть розвинута слабо: невеликі борошномельні, макаронні ф-ки, виробництво будівельних матеріалів.
Промислові центри: Потенца, Матера.

## Туризм
Пам'ятки історії й культури: Національний Музей Доменіко Рідола, Сассі ді Матера (стародавні гроти в скелястому масиві), Таволе Палатіне ді Метапонто (рештки античного храму Гери).
Типова страва — фрітелле алла Лукана (обсмажені дрібні «картоплинки» з тіста).
Типові вина — Альяніко дель Вультуре, Мальвазія дель Вультуре.